# Алексенко, Владимир Аврамович
Влади́мир Авра́мович Але́ксенко (27 января 1923 — 16 июня 1995) — советский военачальник, гвардии генерал-лейтенант, дважды Герой Советского Союза.

## Биография
Родился 27 января 1923 года в селе Киевское Киевской волости Славянского отдела Кубано-Черноморской области (ныне —Крымского района Краснодарского края) в семье казака. Русский. Член КПСС с 1943 года. В 1940 году окончил среднюю школу и аэроклуб. В Советской Армии с мая 1941 года. Окончил Краснодарскую военную авиационную школу пилотов в 1942 году.
На фронтах Великой Отечественной войны с февраля 1943 года. Штурмовал вражеские батареи, обстреливавшие Ленинград, громил врага на Карельском перешейке, в Прибалтике и в Восточной Пруссии.
Звание Героя Советского Союза командиру эскадрильи 15-го гвардейского штурмового авиационного полка (277-й штурмовой авиационной дивизии, 1-й воздушной армии, 3-й Белорусский фронт) гвардии капитану Алексенко Владимиру Аврамовичу присвоено 19 апреля 1945 года за 230 успешных боевых вылетов на штурмовые удары по скоплениям войск и техники противника, за доблесть и мужество, проявленные при выполнении боевых заданий.
Второй медали «Золотая Звезда» командира 15-го штурмового авиационного полка гвардии майор Алексенко удостоен 29 июня 1945 года за 292 боевых вылета на штурмовку вражеских укреплений, аэродромов и уничтожение живой силы противника.
Всего в годы войны лётчик штурмовой авиации Алексенко совершил 292 успешных боевых вылета. На его счету десятки сбитых и уничтоженных на аэродромах самолётов, 33 танка, 118 автомашин, 53 железнодорожных вагона, 85 повозок, 15 бронетранспортёров, 10 складов с боеприпасами, 27 артиллерийских орудий, 54 зенитных орудия, 12 миномётов и сотни уничтоженных солдат и офицеров противника.
После войны продолжал службу в армии. В 1954 году окончил Военно-Воздушную академию. В 1962 году — Военную академию Генерального Штаба. Генерал-лейтенант авиации (1968). С октября 1967 года по июнь 1974 года командующий 5-й воздушной армией ОдВО. Депутат Верховного Совета УССР 5-го, 8-го созыва. С 1978 года в отставке, жил в Одессе.
В 1985 году был заведующим военно-историческим музеем Краснознамённого Одесского военного округа.
Умер 16 июня 1995 года.

## Награды
- Медаль «Золотая Звезда» Героя Советского Союза (№ 6129, 19.04.1945, № 8677, 29.06.1945)
- Орден Ленина
- 4 ордена Красного Знамени
- Орден Александра Невского
- 2 ордена Отечественной войны 1-й степени
- орден Отечественной войны 2-й степени
- 2 ордена Красной Звезды
- Орден «9 сентября 1944 года» 1-й степени с мечами Народной Республики Болгария (октябрь 1977)
- медали.

## Память

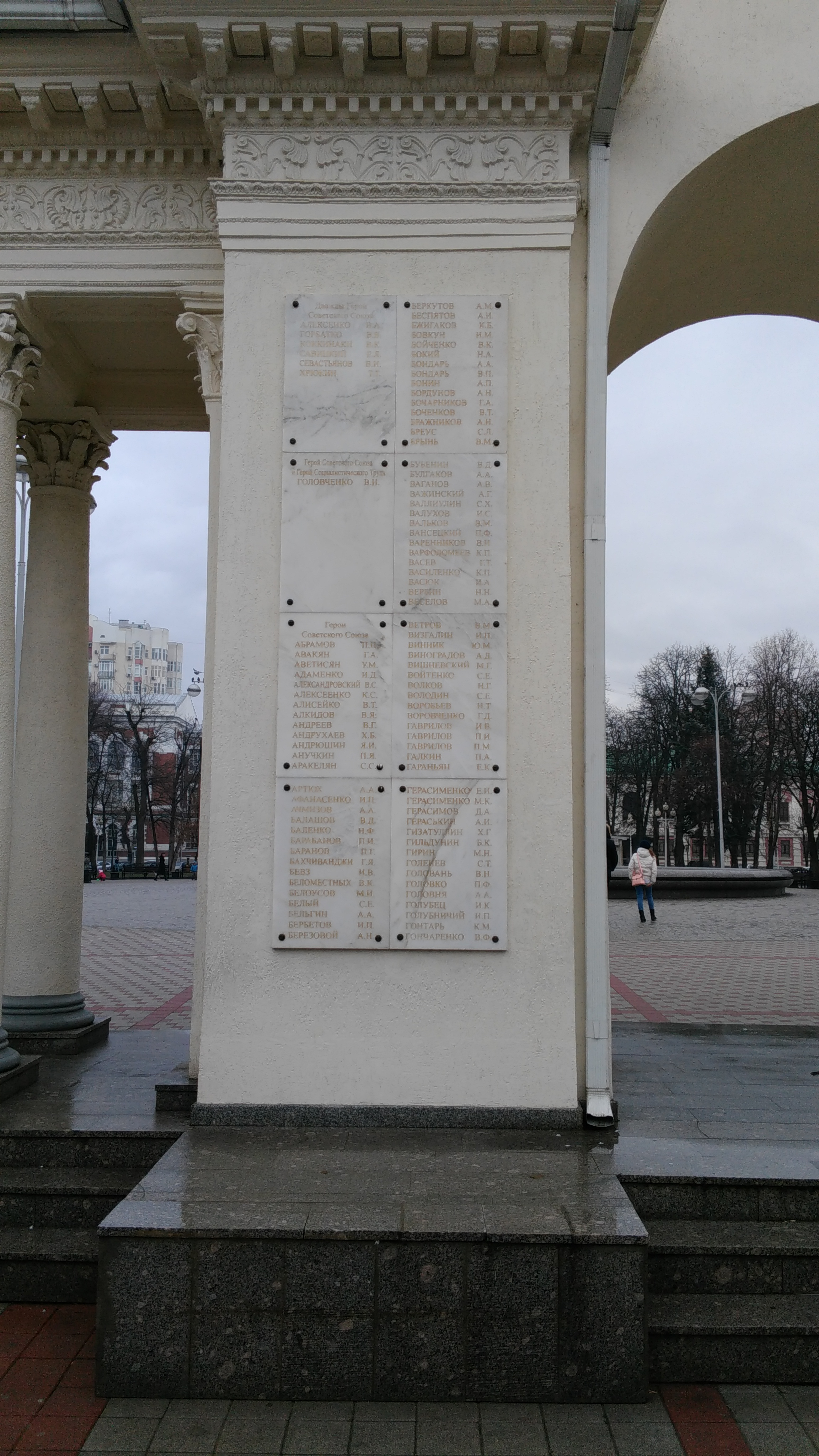
Имя Героя на мемориальной арке в Краснодаре (А-Г)

- Имя Героя увековечено на мемориальной арке в Краснодаре.
- Имя Героя высечено золотыми буквами в зале Славы Центрального музея Великой Отечественной войны в Парке Победы города Москвы.

- На могиле героя установлен надгробный памятник.
- Бюст Героя установлен на родине;
- Имя высечено на памятнике лётчикам в Одессе и на стене почёта на Театральной площади[4];
- Бюст в селе Киевское[5];
- Мемориальная доска в Одессе на доме, в котором жил В. А. Алексенко, по адресу Французский бульвар, дом 29[6].